# Mudderdrager
 For alternative betydninger, se drage.
Mudderdrager (videnskabeligt navn: Kinorhyncha) er mikroskopiske, hvirvelløse dyr som lever i havet. De små drage-lignende dyr findes, som deres navn antyder, oftest i mudderbund, men man kan også finde dem i sandbund eller endda associeret med alger eller andre større hvirvelløse dyr. Deres nærmeste slægtninge er pølseorm (Priapulida) og korsetdyr (Loricifera). Ligesom deres nærmeste slægtninge går mudderdragernes oprindelse tilbage til den Kambriske Periode, og der findes fossiler som dokumenterer denne tidlige oprindelse.
Anatomisk kan mudderdrager opdeles i et hoved, en hals og en krop. Hovedet består af en mundkegle og en indkrængelig introvert, og sidstnævnte er tæt besat med små, nåleformede sansestrukturer – de såkaldte scalider. Samme hovedopbygning, inklusiv tilstedeværelsen af scalider, findes hos pølseorm og korsetdyr, hvilket understøtter slægtskabet mellem de tre grupper. Mudderdragens hoved kan trækkes helt ned i kroppen, og når dette sker, dækkes hullet i kroppen med de små plader, som udgør halsen. Kroppen i en mudderdrage er leddelt, og voksne individer har altid præcis elleve led. Kroppen bærer desuden ofte lange pigge, og disse pigge samt den leddelte krop, giver dyrene deres drage-agtige udseende. De største ’kæmper’ blandt mudderdragerne kan blive op til 1 mm, men størstedelen af disse mikro-drager er blot mellem 300 og 800 µm.
Alle mudderdrager er særkønnede, det vil sige at der findes både hunner og hanner, mens der aldrig er fundet tegn på hermafroditisme. En mudderdrage hun lægger kun ét befrugtet æg ad gangen, og hvert æg bliver omhyggeligt indkapslet i en beskyttende kugle af slim og organisk materiale. En sådan form for æg-pleje er usædvanlig for så små dyr. Når mudderdragen klækkes fra ægget vil den ligne den voksne, men kun have otte eller ni led. Herefter vil den vokse og skifte hud, tilsyneladende altid seks gange, og ved hvert andet eller tredje hudskifte vil den tilføje et led til kroppen, således at den har elleve led når den bliver kønsmoden.
Der findes i dag ca. 300 beskrevne mudderdragearter, men det egentlige artsantal er uden tvivl langt højere. Mudderdrager er kendt fra alle verdenshave, og fra alle dybder. Nogle arter, såsom Echinoderes marthae er specialiseret i at leve i tropiske tidevandsområder, mens andre arter, som eksempelvis Echinoderes hviidarum, er udprægede dybhavsarter. Fra Danmark er der indtil nu kun registreret syv mudderdragerarter, men der findes højst sandsynligt mange flere. Statens Naturhistoriske Museum huser én af verdens største mudderdrage-samlinger.